# Surfing under sommer-OL 2020 - Damer
Kvindernes surfingkonkurrence ved sommer-OL 2020 i Tokyo blev afholdt fra den 25. til den 27. juli på Shidashita-stranden eller "Shida", der ligger cirka 64 km uden for Tokyo i Chiba.

## Resultater

### Runde 1

#### Heat 1
| Placering | Surfer          | Land     | Total score | Noter |
| --------- | --------------- | -------- | ----------- | ----- |
| 1         | Carissa Moore   | USA      | 11.74       | R3    |
| 2         | Teresa Bonvalot | Portugal | 9.80        | R3    |
| 3         | Dominic Barona  | Ecuador  | 7.66        | R2    |
| 4         | Daniella Rosas  | Peru     | 7.50        | R2    |

#### Heat 2
| Placering | Surfer            | Land       | Total score | Noter |
| --------- | ----------------- | ---------- | ----------- | ----- |
| 1         | Sally Fitzgibbons | Australien | 12.50       | R3    |
| 2         | Brisa Hennessy    | Costa Rica | 12.20       | R3    |
| 3         | Bianca Buitendag  | Sydafrika  | 11.44       | R2    |
| 4         | Mahina Maeda      | Japan      | 9.20        | R2    |

#### Heat 3
| Placering | Surfer            | Land       | Total score | Noter |
| --------- | ----------------- | ---------- | ----------- | ----- |
| 1         | Stephanie Gilmore | Australien | 14.50       | R3    |
| 2         | Silvana Lima      | Brasilien  | 12.13       | R3    |
| 3         | Pauline Ado       | Frankrig   | 9.17        | R2    |
| 4         | Anat Lelior       | Israel     | 7.77        | R2    |

#### Heat 4
| Placering | Surfer              | Land      | Total score | Noter |
| --------- | ------------------- | --------- | ----------- | ----- |
| 1         | Tatiana Weston-Webb | Brasilien | 11.33       | R3    |
| 2         | Johanne Defay       | Frankrig  | 10.60       | R3    |
| 3         | Sofía Mulánovich    | Peru      | 7.80        | R2    |
| 4         | Amuro Tsuzuki       | Japan     | 6.99        | R2    |

#### Heat 5
| Placering | Surfer            | Land        | Total score | Noter |
| --------- | ----------------- | ----------- | ----------- | ----- |
| 1         | Caroline Marks    | USA         | 13.40       | R3    |
| 2         | Ella Williams     | New Zealand | 9.70        | R3    |
| 3         | Leilani McGonagle | Costa Rica  | 9.64        | R2    |
| 4         | Yolanda Hopkins   | Portugal    | 9.24        | R2    |

### Runde 2
De tre bedste surfere fra hvert heat i runde 2 går videre til runde 3. De to nederste surfere fra hvert heat elimineres.

#### Heat 1
| Placering | Surfer            | Land       | Total score | Noter |
| --------- | ----------------- | ---------- | ----------- | ----- |
| 1         | Amuro Tsuzuki     | Japan      | 11.60       | R3    |
| 2         | Bianca Buitendag  | Sydafrika  | 10.40       | R3    |
| 3         | Mahina Maeda      | Japan      | 9.63        | R3    |
| 4         | Leilani McGonagle | Costa Rica | 9.63        | E     |
| 5         | Dominic Barona    | Ecuador    | 8.87        | E     |

#### Heat 2
| Placering | Surfer           | Land     | Total score | Noter |
| --------- | ---------------- | -------- | ----------- | ----- |
| 1         | Yolanda Hopkins  | Portugal | 12.23       | R3    |
| 2         | Pauline Ado      | Frankrig | 9.66        | R3    |
| 3         | Sofía Mulánovich | Peru     | 9.36        | R3    |
| 4         | Anat Lelior      | Israel   | 8.93        | E     |
| 5         | Daniella Rosas   | Peru     | 8.14        | E     |

### Runde 3
Vinderene fra hver runde går videre til kvartfinalen. 
| Placering | Surfer              | Land        | Total score | Noter |
| --------- | ------------------- | ----------- | ----------- | ----- |
| 2         | Stephanie Gilmore   | Australien  | 10.00       | E     |
| 1         | Bianca Buitendag    | Sydafrika   | 13.93       | QF    |
|           |                     |             |             |       |
| 2         | Johanne Defay       | Frankrig    | 9.40        | E     |
| 1         | Yolanda Hopkins     | Portugal    | 10.84       | QF    |
|           |                     |             |             |       |
| 1         | Brisa Hennessy      | Costa Rica  | 12.00       | QF    |
| 2         | Ella Williams       | New Zealand | 7.73        | E     |
|           |                     |             |             |       |
| 1         | Caroline Marks      | USA         | 15.33       | QF    |
| 2         | Mahina Maeda        | Japan       | 7.34        | E     |
|           |                     |             |             |       |
| 1         | Carissa Moore       | USA         | 10.34       | QF    |
| 2         | Sofía Mulánovich    | Peru        | 9.90        | E     |
|           |                     |             |             |       |
| 1         | Silvana Lima        | Brasilien   | 12.17       | QF    |
| 2         | Teresa Bonvalot     | Portugal    | 7.50        | E     |
|           |                     |             |             |       |
| 2         | Tatiana Weston-Webb | Brasilien   | 9.00        | E     |
| 1         | Amuro Tsuzuki       | Japan       | 10.33       | QF    |
|           |                     |             |             |       |
| 1         | Sally Fitzgibbons   | Australien  | 10.86       | QF    |
| 2         | Pauline Ado         | Frankrig    | 9.03        | E     |

### Kvartfinale
| Placering | Surfer            | Land       | Total score | Noter |
| --------- | ----------------- | ---------- | ----------- | ----- |
| 1         | Bianca Buitendag  | Sydafrika  | 9.50        | SF    |
| 2         | Yolanda Hopkins   | Portugal   | 5.46        | E     |
|           |                   |            |             |       |
| 2         | Brisa Hennessy    | Costa Rica | 6.83        | E     |
| 1         | Caroline Marks    | USA        | 12.50       | SF    |
|           |                   |            |             |       |
| 1         | Carissa Moore     | USA        | 14.26       | SF    |
| 2         | Silvana Lima      | Brasilien  | 8.30        | E     |
|           |                   |            |             |       |
| 1         | Amuro Tsuzuki     | Japan      | 13.27       | SF    |
| 2         | Sally Fitzgibbons | Australien | 11.67       | E     |

### Semifinale
| Placering | Surfer           | Land      | Total score | Noter      |
| --------- | ---------------- | --------- | ----------- | ---------- |
| 1         | Bianca Buitendag | Sydafrika | 11.00       | Finale     |
| 2         | Caroline Marks   | USA       | 3.67        | Bronzekamp |
|           |                  |           |             |            |
| 1         | Carissa Moore    | USA       | 8.33        | Finale     |
| 2         | Amuro Tsuzuki    | Japan     | 7.43        | Bronzekamp |

### Bronze kamp
| Rank | Surfer         | Nation | Total score | Notes    |
| ---- | -------------- | ------ | ----------- | -------- |
| 2    | Caroline Marks | USA    | 4.26        | 4. plads |
| 1    | Amuro Tsuzuki  | Japan  | 6.80        | 3        |

### Finale
| 2                                                               | Bianca Buitendag | Sydafrika | 8.46  | 2 |
| 1                                                               | Carissa Moore    | USA       | 14.93 | 1 |
| Kilde: Tokyo 2020 Arkiveret 14. januar 2022 hos Wayback Machine |                  |           |       |   |